# Antherotoma phaeotricha
Antherotoma phaeotricha är en tvåhjärtbladig växtart som först beskrevs av Ferdinand von Hochstetter, och fick sitt nu gällande namn av Jacq.-fél.. Antherotoma phaeotricha ingår i släktet Antherotoma och familjen Melastomataceae. Inga underarter finns listade i Catalogue of Life.